# علي الكتاني
عَلِيُّ بْنُ المُنْتَصِرِ الكَتَّانِيُّ (27 سبتمبر 1941، فاس - 10 أبريل 2001، قرطبة) تقني ومؤرخ ورائد في علوم الطاقة الشمسية وباحث في شؤون الأقليات المسلمة. كانت الأندلس أكبر اهتماماته، أنشأ من أجلها عدة مؤسسات وجمعيات، كما كتب حولها عدة مؤلفات، من بينها كتاب انبعاث الإسلام في الأندلس. من أبنائه الفقيهان الحسن الكتاني وحمزة الكتاني.

## مولده ونشأته
ولد علي الكتاني في رمضان بمدينة فاس، وتربى ونشأ في أسرة متدينة، فوالده محدث الحرمين الشريفين سيدي محمد المنتصر الكتاني، الذي كان من أبرز علماء الوقت. والدته هي أم هانيء سليلة العلامة الخطيب سيدي عبد السلام سليل آل الفاسي الفهري من لبلة.
نشأ في هذا الجو وفي هذه البيئة يرتضع معاني الدين الإسلامي والثقافة الإسلامية، نشأ في فاس، ثم انتقل إلى سلا ثم طنجة، ومنها إلى الرباط. ثم رحل مع والده وأسرته إلى دمشق في سوريا. ومن هناك أنهى دراسته التعليمية المدرسية. أراد والده بعد أن أعده الإعداد الديني، والإعداد الفقهي، والإعداد التثقيفي، أن يرسله إلى دول أوروبا حتى تتلقح أفكاره، ويأتي بجديد الوقت.

### تكوينه الجامعي في مجال الطاقة
ذهب إلى سويسرا، ودرس هناك في جامعة لوزان العلوم الهندسية متخصصا في الهندسة الكهربائية، وحصل على الماجستير منها. ثم اشتغل في معهد الطاقة النووية بالسويد لعدة أشهر، ومنها انتقل إلى الولايات المتحدة الأميركية، فتخصص في الطاقة، خاصة الطاقة الشمسية، ونال الدكتوراة وهو لما يتجاوز الرابعة والعشرين من عمره.

## مسيرته العلمية والمهنية
انتقل للتدريس في مختلف جامعات أمريكا، خاصة معهد ماساتشوستس للتقنية، والذي يعد أعلى معهد جامعي في العلوم التجريبية، خاصة الفيزياء، والتكنولوجيا، والهندسة في العالم. من هناك أراد له والده أن يخرج من أوروبا وديار الغرب قائلا له: «متى علوت فيهم، ومتى ارتفعت مكانتك بينهم، حتى لو أصبحت رئيسهم؛ فلن تكون إلا عبدا لهم وخادما لهم». فأوصاه ونصحه بالدخول إلى البلاد الإسلامية والدول العربية حتى يكون علمه ونتاج علمه فائدة ومفيدا لمجتمعه الإسلامي، وحتى تستفيد الدول الإسلامية والعربية من علومه. إذ كان عالما بارزا في الطاقة، اشتهر بكتاب ألفه هو وعشرة من علماء الطاقة في العالم، وكان أول عالم عربي بل مسلم يتخصص في الطاقة الشمسية، ومن مؤسسييه، وتخصص في هندسة البلازما وألف فيه كتابا بقي يدرّس في معاهد أميركا لمدة طويلة، وإلى الآن يعد مرجعا في بابه.
وفي المملكة العربية السعودية كان من المؤسسين لـ جامعة البترول والمعادن المسماة الآن بـ جامعة الملك فهد، وبقي فيها مدرسا ومفيدا وناشرا ومبرمجا لمناهجها، وكذلك كان يحضر عشرات المؤتمرات العالمية في الطاقة الشمسية والطاقات المتجددة.
كان يتحدث بتسع لغات؛ منها اللغة الإنجليزية، واللغة العربية، واللغة الأمازيغية، واللغة الإسبانية، واللغة الفرنسية، واللغة الإيطالية، واللغة السويدية، واللغة الألمانية، واللغة البرتغالية. ولكن كان يتقن أربع لغات من تلك اللغات؛ وهي: اللغة العربية، واللغة الإنجليزية، واللغة الفرنسية، واللغة الإسبانية. كان يؤلف بها ويخاطب بها، ويشارك بها، وتستجوبه الإذاعات بهذه اللغات.

## مسيرته الدعوية
خلال رحلته التدريسية وعمله الأكاديمي ابتدأ دعوته الدين الإسلامي، حيث يذهب إلى مختلف المدن والقرى النائية في أميركا في أيام العطل، ويدعو إلى الله ويؤسس المراكز الإسلامية.

### منظم للأقليات المسلمة
كان يسافر إلى مختلف دول العالم من أجل تنظيم الأقليات الإسلامية ويحل مشاكلها. وأفاد كثيرا، حتى إنه نظم المسلمين في أستراليا، وهم الآن يقاربون 800 ألف مسلم، وتواصل مع السكان الأصليين في نيوزيلندا ونيوكاليدونيا وعرفهم بالإسلام:
| علي الكتاني | فأنا شخصيا كنت في منطقة أخرى، وذلك في زيلاندا الجديدة "New Zeeland"، في المحيط الهادي، وتعمدت أن ألتقي بزعماء "الماورين" الكبار وشيوخهم، وهم - "الماوري" - سكان نيوزيلندا الأصليون، وقلت لهم: "عدوا المسلمين المتواجدين هنا ضيوفكم، وليسوا ضيوف الأوروبيين البيض، هم ضيوفكم، فقط لونهم أبيض، ولكنهم مسلمون"، وأنشأنا علاقة بينهم, والشاهد عندنا: أن زعيمهم قال لي: "الذي نعتقده هو أن أصلنا من المشرق"، بل فهمت منه أنه يريد القول بأن أصلهم من بلاد عربية. | علي الكتاني |

منذ ذلك الحين ظهرت للدكتور الداعية بادرة جديدة، فابتكر علم الأقليات الإسلامية في العالم، وألف كتابه «المسلمون في أوروبا وأمريكا» الذي هو كتاب علمي فلسفي إخباري تاريخي رحلاتي، ويعد من أهم رحلات المغاربة في العالم. بحيث يذكر أخباره وشأنه مع المسلمين في مختلف المدن والدول الأوروبية، والأمريكية والأسترالية كذلك، ويذكر مشاكل الأقليات الإسلامية، وأسبابها، وطريقة حلها.
ومن ذلك أراد أن ينظم المسلمين في جمعيات في العالم، ثم تكون في كل دولة جمعية عامة، وفي كل إقليم وقارة مجلس، ثم يكون مجلس عام للمسلمين أجمعين. وهذا امتداد لفكر والده، العلامة محمد المنتصر الكتاني.
نجح خلال رحلاته الدعوية في أمريكا الجنوبية أن يدخل دولتين إلى منظمة المؤتمر الإسلامي؛ وهما غيانا وسورينام، وهما أول دولتين في أمريكا الجنوبية يدخلان إلى منظمة المؤتمر الإسلامي، ويعد ذلك فتحا إسلاميا كبيرا. وتوجد الآن ثلاث جمهوريات في طريقها للدخول إلى المنظمة المذكورة. فكانت نظرية الدكتور على الكتاني بأن تنظم الأقليات في جمعيات ثم في جمعية كبرى. ومن هنالك ابتدأ تأطيره المنهجي للمسلمين في العالم.
في سنة 1982، انتقل إلى جدة، حيث أسس المؤسسة الإسلامية للعلوم والتكنولوجيا والتنمية، وكان هو المدير العام لها، وكانت تعنى بنشر العلوم والتكنولوجيا، وتشييدها في مختلف الدول الإسلامية. وأرسل العشرات من المنح في الدكتوراة والماجستير ومختلف التخصصات إلى مختلف دول العالم، حيث تخرج كبار علماء المسلمين في الطاقة والعلوم التجريبية والبحتة.

### الأندلس
اهتمامه بالأندلس يعود إلى جذوره الموريسكية، ففي سنة 1973 وخلال زيارته لأسبانيا في إطار إعداده لدراسته حول «المسلمون في أوروبا وأمريكا». وقد كان اهتمامه ذاك تأثرا أيضا بوالده الذي كان له اهتمام خاص بالأندلس والبحث في تاريخها، وإحياء الإسلام فيها.
اشتغل بنشر الإسلام في الأندلس، واشتغل هناك بنشر الإسلام بداية من إشبيلية ثم قرطبة، ثم مختلف مدنها، مستعينا بما عرف من العلوم، ومستعينا أيضا بما له من العلاقات. فتكونت عدة جمعيات إسلامية.
بعدها انتقل من المؤسسة الإسلامية للعلوم والتكنولوجيا والتنمية سنة 1989، وجاء إلى المغرب، وفي المغرب قرر بأن يستمر في دعوته إلى الله في إسبانيا، وأسس هناك سنة 1993 جامعة ابن رشد الإسلامية، حيث كان يرى بأنه إذا أردت نشر الإسلام في بلاد؛ فيجب أن تؤسس دعاتها وعلماءها منها، ومن بني جلدتها، لا أن تدخل فيهم الأغراب. كانت تلك فلسفته في تأسيسه أول جامعة إسلامية في أوروبا، وهي جامعة ابن رشد الإسلامية، خاصة في أوروبا الغربية. تأسست جامعة ابن رشد بمساعدة مختلف أصدقائه، وكان ساعده الأيمن الدكتور عبد الكريم الخطيب فقد كانا يعملان في جمع التبرعات للمسلمين، وفي نشر الإسلام.
بدت له فكرة تأسيس جمعيات للمورسكيين، في المدن والمناطق التي بقي فيها التأثير الإسلامي إلى الآن في منطقة أندلوسيا، خصوصا جبال البشارات حيث انتماء أهلها أكثر وأكثر. بدا له بأن يبتكر علما اسمه علم منشأ الأقليات في العالم. وكان ينوي التصنيف في هذا العلم ولكنه توفي دون ذلك.
واجه الدكتور علي صعوبات جمة في عمله الإسلامي بالأندلس عموما، وفي بناء الجامعة بصفة خاصة، خاصة من اليمين الأسباني المتطرف، ومن الكنيسة، بل ومن بعض الدول العربية المشرقية التي هددته بتدمير الجامعة وبناء مدرسة ابتدائية بدلا منها.
في أبريل 2001 صلى صلاة العشاء مع حارسه الشخصي مصطفى، وذهب إلى النوم، وفي الساعة 03.00 فجرا طرق باب مصطفى وقال: «إنني أموت، خذني إلى المغرب». مات على الأريكة قبل وصول سيارة الإسعاف.

## تصنيفاته
ترك حوالي مائتي مصنف، منها المؤلف الكبير، ومنها البحث الذي نشر في مختلف المجلات المحكمة في العالم، سواء في علوم التكنولوجيا والتنمية، سواء في علوم الطاقة، أهمها كتاب Plasma Engineering‏  سواء في علم الأقليات الإسلامية، سواء في علم التاريخ، سواء في علم الأنساب، سواء في فن الشعر؛ فله ديوان شعر باللغة الفرنسية، وباللغة الإنجليزية. وله كذلك بعض الأشعار كتبها في طفولته باللغة العربية.
كذلك ألف في التاريخ مؤلفات عديدة؛ من أهمها كتاب: «انبعاث الإسلام في الأندلس»، هذا الكتاب الذي تطرق فيه وتوسع في تاريخ الإسلام في الأندلس منذ سقوط غرناطة إلى الآن، وتاريخ الإسلام في الأندلس وجذوره، وهذا الموضوع لم يصنف قبله فيه، واعتمد في هذا الكتاب ألف مرجع. طبع هذا الكتاب في باكستان، وسيعاد طبعه في الأردن.
في الأنساب جمع نسب وشجرة العائلة الكتانية، ولم يكد يترك فيها شاذة ولا فاذة سوى القليل مما حصره في كناش الشجرة الكتانية.

## وصلات خارجية
- تعريف الدكتور الكتاني على موقع الأكاديمية الإسلامية للعلوم
- اللغة والأدب الأعجمي مقال لعلي الكتاني. (بالإسبانية)